# Andorno Micca
Andorno Micca – miejscowość i gmina we Włoszech, w regionie Piemont, w prowincji Biella.
Według danych na styczeń 2009 gminę zamieszkiwały 3504 osoby przy gęstości zaludnienia 289,6 os./1 km².